# PNA Mantilla (GC-24)
El PNA Mantilla (GC-24) es un barco de la Prefectura Naval Argentina perteneciente a la clase Halcón. Su función es patrullar la Zona Económica Exclusiva. Su nombre homenajea a Manuel Florencio Mantilla, creador de la ley de la Prefectura Naval.
Fue construido por el fabricante español Bazán en Ferrol. Su quilla se puso el 16 de febrero de 1981, fue botado el 29 de junio del mismo año y fue entrado al servicio el 20 de diciembre de 1982.
Desplaza 910 t a plena carga, tiene 67 m de eslora, 10,5 m de manga y 4,2 m de calado. Es propulsado por dos motores diésel que transmiten a dos hélices. Puede alcanzar una velocidad de 21 nudos. Está armado de un cañón de calibre 40 mm. Cuenta con un radar de navegación Decca 1226.